# The Obsidian Conspiracy
The Obsidian Conspiracy ist das siebte Album der US-amerikanischen Progressive/Thrash-Metal-Band Nevermore. Das Album wurde am 28. Mai 2010 durch Century Media veröffentlicht.

## Entstehung und Stil
Im Gegensatz zum Vorgängeralbum This Godless Endeavor wurde The Obsidian Conspiracy, für das Nevermore nach fünfjähriger Pause insgesamt 13 Stücke geschrieben hatte, wieder in den USA aufgenommen. Als Produzent fungierte Peter Wichers (Soilwork), der zuvor bereits auf Warrel Danes Soloalbum Praises to the War Machine zu hören war und dieses auch produzierte. Auch Gitarrist Jeff Loomis hatte während der Pause sein Soloalbum aufgenommen.

„Nachdem wir 2005 This Godless Endeavour veröffentlicht hatten, waren wir zwei Jahre auf Tour. Danach hatten wir erstmal die Schnauze voneinander gestrichen voll. (…) In der schwierigen Situation brauchten wir erstmal eine Auszeit von Nevermore…“

Weitere Schlagzeug- und Bassspuren wurden unter anderem in der Heimatstadt der Band, Seattle, aufgenommen. Wie beim Vorgänger erledigte Andy Sneap in den Backstage Recording Studio in Derbyshire in England den Mix. Als Bonusstücke wurden Temptation von The Tea Party und The Crystal Ship von The Doors aufgenommen. Mit The Blue Marble and the New Soul ist eine Ballade enthalten. Auch She Comes in Colours ist vergleichsweise ruhig ausgefallen und wird teilweise mit Akustikgitarren gespielt.

## Rezeption
Im Rock Hard fiel Boris Kaisers Rezension nicht nur positiv aus. Zwar vergab er acht von zehn Punkten und sprach von einem Album, „das besser ist als 90 Prozent aller anderen Metal-Releases“. Als Nevermore-Fan müsse man aber „alles in allem“ „von einer Enttäuschung reden“. Dennoch erreichte die Platte mit einem Durchschnittswert von 7,9 Punkten den dritten Platz der monatlichen „Richterskala“ des Magazins.

## Titelliste
1. The Termination Proclamation   3:12
2. Your Poison Throne   3:54
3. Moonrise (Through Mirrors of Death)    4:03
4. And the Maiden Spoke   5:00
5. Emptiness Unobstructed   4:39
6. The Blue Marble and the New Soul   4:41
7. Without Morals   4:19
8. The Day You Built the Wall   4:23
9. She Comes in Colors   5:34
10. The Obsidian Conspiracy   5:16
11. Temptation (The-Tea-Party-Cover, Limited-Box-Set-Bonusstück) 3:26
12. The Crystal Ship (The-Doors-Cover, Limited-Box-Set-Bonusstück) 2:46

Die Limited-Edition-Box wurde zudem mit einer Karaoke-Bonus-CD Shred Like Loomis mit den Stücken Your Poison Throne und The Obsidian Conspiracy, jeweils „without guitar“ und „guitar only“ ausgeliefert.

## Chartplatzierungen
| ChartsChartplatzierungen       | Höchstplatzierung | Wochen |
| ------------------------------ | ----------------- | ------ |
| Deutschland (GfK)              | 13 (2 Wo.)        | 2      |
| Österreich (Ö3)                | 34 (1 Wo.)        | 1      |
| Schweiz (IFPI)                 | 40 (1 Wo.)        | 1      |
| Vereinigte Staaten (Billboard) | 132 (1 Wo.)       | 1      |